# Miconia oellgaardii
Miconia oellgaardii là một loài thực vật có hoa trong họ Mua. Loài này được E. Cotton mô tả khoa học đầu tiên năm 2000.